# メフメト・トパル
メフメト・トパル（Mehmet Topal, 1986年3月3日 - ）は、トルコ・マラティヤ出身の元サッカー選手。現役時代のポジションはミッドフィルダー（MF）、ディフェンダー（DF）。

## 経歴

### ガラタサライ
TFF1.リグ（2部）のダルダネル・スポルASで4シーズンプレーした後、2006年7月1日に20歳でガラタサライSKに移籍した。同じポジションで日本代表の稲本潤一と同時に加入したため、2006-07シーズンの出場は数えるほどしかなかったが、2007-08シーズンはスウェーデン代表のトビアス・リンデロートが負傷したために出場機会が増え、レギュラーポジションを獲得した。リンデロートには感謝しており、彼の負傷時には「彼は僕を色々な面で助けてくれた。どのようにすべきか教えてくれたんだ。悲しい事に、彼の怪我が僕の出場機会を増やす事になってしまったが、彼にはできる限り早く回復して欲しい」と語った。
2008年2月6日、スウェーデン戦でトルコ代表デビューした。4月にはガラタサライとの契約を2013年まで5年間延長した。2007-08シーズンにはスュペル・リグのタイトルを獲得し、シーズン終了後にはUEFA EURO 2008のトルコ代表メンバーに招集され、4試合に出場して準決勝進出に貢献した。トルコ代表に負傷者が続出したため、準決勝のドイツ戦ではセンターバックとしてプレーした。2008年夏の移籍期間には、デイヴィッド・モイーズ監督率いるプレミアリーグのエヴァートンFCへの移籍が噂されたが、クラブが放出に抵抗したために実現しなかった。2009-10シーズン序盤は怪我のため欠場した。

### バレンシア
2010年5月12日、400万ユーロでスペインのバレンシアCFへ移籍することが発表された。クラブの財政難のため、移籍金400万ユーロのうち150万ユーロを自腹で肩代わりした。バレンシアではセンターハーフを主戦場にしていたが、有事の際はセンターバックも務め万能性を披露した。しかし、生え抜きで主将のダビド・アルベルダから完全にポジションを奪取するには至らなかった。

### フェネルバフチェ
2012年7月1日、移籍金450万ユーロの4年契約でフェネルバフチェSKへの移籍が決定。2年ぶりの母国復帰となった。

### イスタンブール・バシャクシェヒル
2019年8月26日、イスタンブール・バシャクシェヒルFKに2年契約で移籍した。

## タイトル

### クラブ
ガラタサライSK
- スュペル・リグ : 2007-08
- トルコ・スーパーカップ : 2008

フェネルバフチェSK
- テュルキエ・クパス : 2012-13
- スュペル・リグ : 2013-14

イスタンブール・バシャクシェヒルFK
- スュペル・リグ : 2019-20

## 個人成績

### クラブ
2012年5月13日現在
| クラブ           | シーズン | リーグ | リーグ | カップ | カップ | リーグカップ | リーグカップ | 欧州 | 欧州 | 合計 | 合計 |
| クラブ           | シーズン | 出場   | 得点   | 出場   | 得点   | 出場         | 得点         | 出場 | 得点 | 出場 | 得点 |
| ---------------- | -------- | ------ | ------ | ------ | ------ | ------------ | ------------ | ---- | ---- | ---- | ---- |
| ダルダネルスポル | 2004-05  | 9      | 1      | 0      | 0      | -            | -            | -    | -    | 9    | 1    |
| ダルダネルスポル | 2005-06  | 30     | 3      | 1      | 0      | -            | -            | -    | -    | 31   | 3    |
| ダルダネルスポル | 2006-07  | 3      | 0      | 0      | 0      | -            | -            | -    | -    | 3    | 0    |
| ダルダネルスポル | 合計     | 42     | 4      | 1      | 0      | 0            | 0            | 0    | 0    | 43   | 4    |
| ガラタサライ     | 2006-07  | 11     | 0      | 2      | 0      | -            | -            | 4    | 0    | 17   | 0    |
| ガラタサライ     | 2007-08  | 26     | 1      | 7      | 1      | 1            | 0            | 5    | 0    | 39   | 2    |
| ガラタサライ     | 2008-09  | 21     | 1      | 5      | 0      | -            | -            | 6    | 0    | 32   | 1    |
| ガラタサライ     | 2009-10  | 24     | 0      | 4      | 0      | -            | -            | 9    | 1    | 37   | 1    |
| ガラタサライ     | 合計     | 82     | 2      | 18     | 1      | 1            | 0            | 24   | 1    | 125  | 4    |
| バレンシアCF     | 2010-11  | 23     | 1      | 4      | 0      | -            | -            | 5    | 0    | 32   | 1    |
| バレンシアCF     | 2011-12  | 20     | 0      | 1      | 0      | -            | -            | 9    | 2    | 30   | 2    |
| バレンシアCF     | 合計     | 43     | 1      | 5      | 0      | 0            | 0            | 14   | 2    | 62   | 3    |
| 通算             | 通算     | 167    | 7      | 24     | 1      | 1            | 0            | 38   | 3    | 230  | 11   |

### 代表での成績
2018年3月23日現在
| トルコ代表 | 国際Aマッチ | 国際Aマッチ |
| 年         | 出場        | 得点        |
| ---------- | ----------- | ----------- |
| 2008       | 11          | 0           |
| 2009       | 2           | 0           |
| 2010       | 3           | 0           |
| 2011       | 6           | 0           |
| 2012       | 10          | 0           |
| 2013       | 8           | 0           |
| 2014       | 6           | 0           |
| 2015       | 8           | 0           |
| 2016       | 13          | 1           |
| 2017       | 6           | 0           |
| 2018       | 8           | 1           |
| 通算       | 81          | 2           |

### 代表でのゴール
| #  | 日付          | 場所                             | 対戦相手     | スコア | 結果 | 試合     |
| -- | ------------- | -------------------------------- | ------------ | ------ | ---- | -------- |
| 1. | 2016年5月29日 | アンタルヤ、アンタルヤ・アリーナ | モンテネグロ | 1-0    | 1-0  | 親善試合 |
| 2. | 2018年3月23日 | アンタルヤ、アンタルヤ・アリーナ | アイルランド | 1-0    | 1-0  | 親善試合 |